# Довбенко, Михаил Владимирович

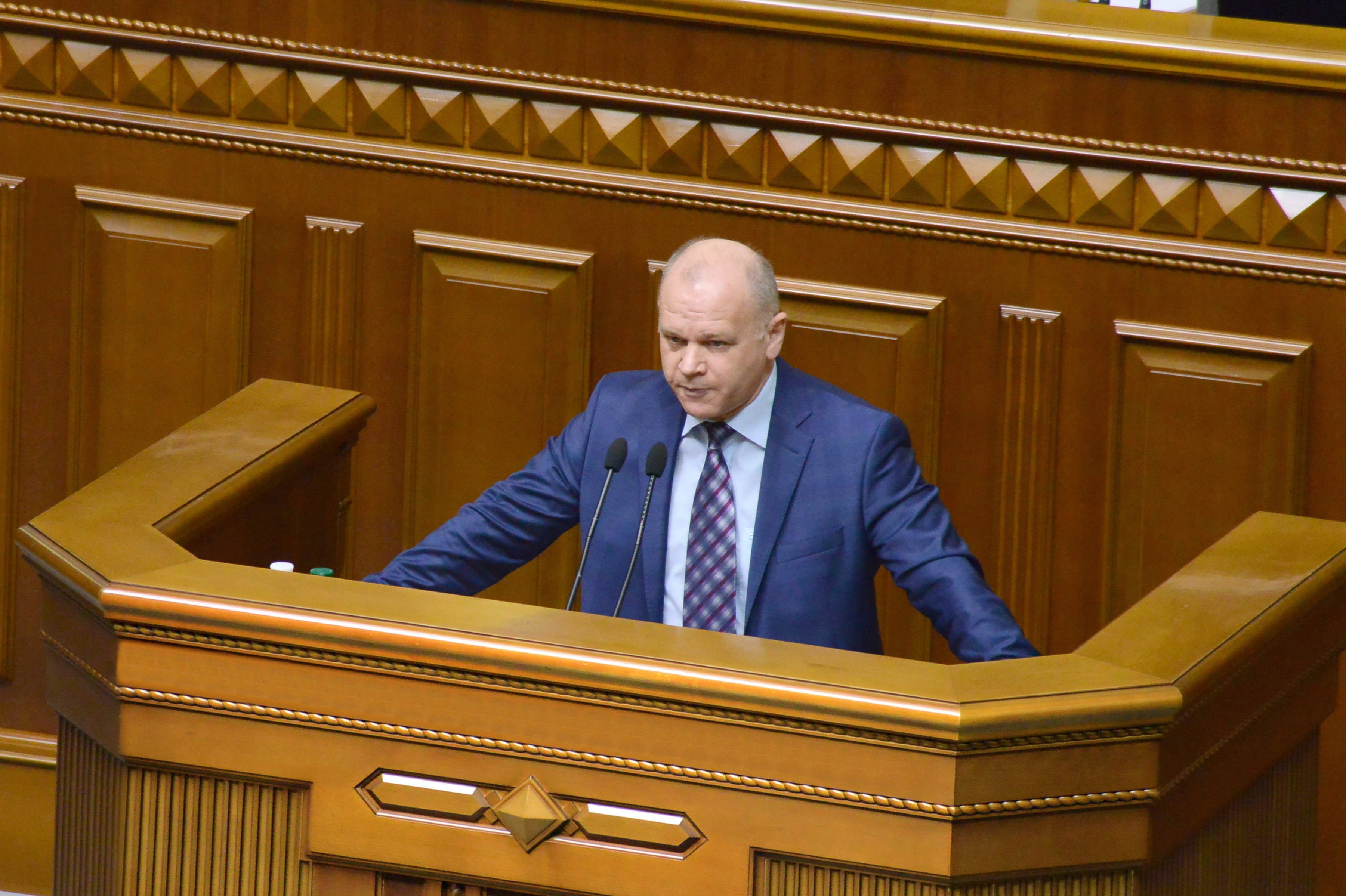
Михаил Довбенко в Верховной раде Украины в 2016 году

Михаил Владимирович Довбенко (род. 31 октября 1954, Коропец, Тернопольская область) — украинский экономист и политик. Народный депутат Украины VIII созыва.
25 декабря 2018 года включён в санкционный список России.

## Образование
Окончил планово-экономический факультет Тернопольского финансово-экономического института, по специальности «Планирование сельского хозяйства» (1976), аспирантуру Высшей комсомольской школы при ЦК ЛКСМУ. Кандидат (1989), Доктор экономических наук (1998).

## Трудовая деятельность
- 1976—1979 — младший научный сотрудник научно-исследовательского сектора, преподаватель кафедры экономического анализа Тернопольского финансово-экономического института; главный экономист колхоза с. Радча
- 1979—1982 — 1-й секретарь Ивано-Франковского райкома ЛКСМУ
- 1982—1986 — 1-й секретарь Ивано-Франковского обкома ЛКСМУ
- 1986—1989 — аспирант Высшей комсомольской школы при ЦК ЛКСМУ
- 1989—1991 — заведующий отделом организационно-партийной работы Ивано-Франковского обкома КПУ
- 1991—1993 — главный экономист по валютным операциям и международных расчетов Ивано-Франковской дирекции АПКБ «Украина»; заведующий сектором, заместитель председателя правления по внешнеэкономической деятельности, председатель правления «Захидкоопбанку» г.. Ивано-Франковск;
- 1993—1996 — председатель правления АКБ «Прут и К»; директор филиала Западноукраинского коммерческого банка
- Январь 1997—2000 — директор Винницкого филиала «Правэкс-Банк», руководитель Киевской дирекции банка АПКБ «Украина»
- 1999—2014 — директор Института открытой политики;
- Автор (соавтор) более 150 научных работ, в частности, «Экономической энциклопедии» в III томах (соавтор); книги «Выдающиеся незнакомцы», «Современная экономическая теория (Экономическая нобелелогия)» (переведена на русский, казахский языки), «Кризис экономики — не кризис науки».

## Спортивные достижения
Мастер спорта СССР по гребле на байдарках (1975)

## Общественно-политическая деятельность
- Член Украинской республиканской партии «Собор»;
- Заместитель председателя Совета старейшин УНП «Собор»;
- Заместитель руководителя секретариата УРП «Собор»;
- Член партии «Блок Петра Порошенко»;
- Был руководителем предвыборного штаба ,Порошенко Петра Алексеевича в Ивано-Франковской области на президентских выборах 2014.
- 27 ноября 2014 года — народный депутат Украины VIII созыва, партия «Блок Петра Порошенко». Первый заместитель председателя Комитета Верховной Рады Украины по вопросам финансовой политики и банковской деятельности.

## Ссылка
- Верховная Рада Украины
- Logos-ukraine.com.ua